# Référendum bélizien de 2019
Un référendum a lieu le 8 mai 2019 au Belize, la population étant amenée à se prononcer sur le recours à une médiation de la Cour internationale de justice pour résoudre le différend frontalier l'opposant au Guatemala, conformément à un accord passé entre les deux pays fin 2008. Le Guatemala voisin revendique une importante partie du Belize au sud du fleuve Sibun, représentant 60% de son territoire. Le scrutin avait été reporté à de nombreuses reprises.
L'accord est approuvé par une majorité de plus de 55 % des votants, pour une participation de 65 %. Le Belize et le Guatemala, dont la population avait elle aussi approuvé l'accord en avril 2018, devraient donc résoudre pacifiquement leur conflit frontalier par le biais de la Cour internationale de justice.

## Historique

Territoire revendiqué par le Guatemala
Territoire non revendiqué

Le différend portant sur la frontière entre le Belize et le Guatemala remonte à 1821.
Le Belize, le Guatemala et l’Organisation des États américains (OEA) signent en septembre 2005 un accord visant à rétablir la confiance entre les deux parties, chacun des deux pays s'engageant à éviter les conflits ou incidents sur le terrain susceptibles de créer des tensions.
En juin 2008, le Premier ministre bélizien, Dean Barrow, déclare que la résolution du conflit est son objectif politique principal. Il propose de soumettre des référendums aux citoyens du Belize et du Guatemala, afin de leur demander s'ils soutiennent le renvoi de l'affaire devant la Cour internationale de justice (CIJ). Un accord en ce sens est signé le 8 décembre 2008, un référendum sur la question devant être organisé simultanément au Belize et au Guatemala le 6 octobre 2013. La loi référendaire bélizienne requiert jusqu'alors une majorité qualifiée de 60 % de votes favorables pour la validation d'un référendum, une condition supplémentaire qui amène le gouvernement à la supprimer afin de tenir le vote dans les mêmes conditions dans les deux pays. L'accord est néanmoins suspendu par la suite en partie du fait de ce délai, chaque pays repoussant la tenue du scrutin.
Le Belize autorise finalement en mai 2015 le Guatemala à organiser seul un référendum demandant à la Cour internationale de justice (CIJ) de se prononcer définitivement sur le différend. Le Belize, de son propre aveu, n'est alors pas prêt à organiser un tel vote. Le Guatemala devait initialement tenir son référendum sur la question lors de son deuxième tour de l'élection présidentielle d'octobre 2015, avant de le repousser à une date ultérieure. Élu président, Jimmy Morales s'était lors de la campagne publiquement prononcé en faveur du vote, affirmant que « Quelque chose se passe actuellement, nous sommes sur le point de perdre le Belize. Nous ne l'avons pas encore perdu. Nous avons encore la possibilité d'aller à la Cour internationale de justice où nous pouvons nous battre pour ce territoire ou une partie de ce territoire. »
Le référendum guatémaltèque est finalement organisé le 15 avril 2018 et voit la population approuver l'accord par près de 96 % des voix, malgré une faible participation de quelque 26 % des inscrits.
Le Belize décide finalement de mettre en œuvre son référendum, prévu pour le 10 avril 2019. La légalité du scrutin est cependant remise en cause auprès des institutions judiciaires du pays, provoquant un report. Le Premier ministre Dean Barrow assure alors que celui-ci n'est que de six à huit semaines, et que le scrutin aura bien lieu, sans préciser de date exacte.
Le parti d'opposition PUP considère quant à lui qu'un tel vote équivaut à un changement de la constitution et nécessite par conséquent un vote à la majorité des deux tiers. Le contentieux est porté devant la cour suprême, qui l'examine le 29 avril. Entre-temps, le gouvernement fixe la tenue du référendum au 8 mai.

## Question
La question posée est :

« Approuvez-vous de confier les revendications légales du Guatemala sur le Belize concernant les territoires continentaux et insulaires et toutes les aires maritimes associées à ces territoires à une décision finale de la Cour internationale de justice et à ce que soient ainsi déterminées les frontières des territoires respectifs des deux parties ? »

Le gouvernement fait activement campagne pour le « oui ». Les bureaux de vote sont ouverts de 7 à 18 heures.

## Résultat
| Pour                   | 53 388  | 55,37 |  |  |
| Contre                 | 43 029  | 44,63 |  |  |
|                        |         |       |  |  |
| Votes valides          | 96 417  | 99,28 |  |  |
| Votes blancs et nuls   | 702     | 0,72  |  |  |
| Total                  | 97 119  | 100   |  |  |
| Abstention             | 51 381  | 34,60 |  |  |
| Inscrits/Participation | 148 500 | 65,40 |  |  |

| Pour 53 388 (55,37 %) |  |  | Contre 43 029 (44,63 %) |
| ▲                     |  |  |                         |
| Majorité absolue      |  |  |                         |

## Conséquences
Le scrutin connaît un taux de participation élevé, légitimant la victoire du « oui », malgré une majorité prévisible de votes pour le « non » dans les circonscriptions les plus au sud, exposées aux revendications guatémaltèques. Le résultat favorable devrait rapidement conduire à une demande officielle de médiation auprès de la Cour internationale de justice, selon les termes de l'accord. Le gouvernement guatémaltèque ainsi que les États-Unis, l'Union européenne et l'Organisation des États américains annoncent se réjouir de ce dénouement positif. La victoire du « oui » est également considérée comme un succès pour le gouvernement bélizien, qui s'était fortement impliqué dans la campagne.
Selon les termes de l'accord de 2008, le Belize a un mois pour transmettre le résultat du référendum à la Cour internationale de Justice (CIJ), ce qu'il fait le 7 juin. La demande commune est acceptée le 12. Le Guatemala dispose à partir de cette date d'un an pour avancer ses revendications et ses arguments, après quoi le Belize bénéficiera du même délai pour présenter les siens, suivi d'une période de six mois de débat leur permettant de réfuter les arguments adverses, avant que la Cour ne rende son verdict,. Le 8 avril 2020 cependant, en raison de la pandémie de Covid-19, le Guatemala demande à la CIJ de proroger de douze mois le délai pour le dépôt du mémoire. Le Belize s'y oppose le 15 avril, proposant à la place une prorogation du délai réduite à 2 mois. La CIJ tranche finalement en reportant du 8 juin 2020 au 8 décembre 2020 la date d’expiration du  délai pour le dépôt du dossier de la République  du Guatemala et du 8 juin 2021 au 8 juin 2022 celui du contre-dossier du Belize,. Le Guatemala dispose d'un délai courant jusqu'au 8 décembre 2022 pour soumettre à la Cour une réplique au contre-dossier bélizien, et le Belize jusqu'au 8 juin 2023 pour soumettre une duplique à la réplique guatémaltèque.
Le dépôt des dossiers écrits est suivi de débats oraux au cours desquels les deux pays avancent leurs revendications devant un panel de 15 juges de la CIJ à la cour de La Haye. La décision de cette dernière, légalement contraignante et sans appel, n'est pas attendue avant plusieurs années.